# タングステン酸ナトリウム
タングステン酸ナトリウム（タングステンさんナトリウム）はナトリウムのタングステン酸塩である。タングステン鉱石からタングステンを抽出する場合の重要な中間生成物である。

## 製法
工業的には鉄マンガン重石などの鉱石を水酸化ナトリウムあるいは炭酸ナトリウムと共に融解し、水酸化ナトリウム水溶液で抽出して粗製品が得られている。
{\displaystyle {\ce {FeWO4 + 4NaOH -> Na2WO4 + Na2[Fe(OH)4]}}}

## 性質
タングステン酸ナトリウムは水に溶けやすく、水溶液からは6℃以下では十水和物 (Na2WO4・10H2O)、以上では二水和物 (Na2WO4・2H2O) が析出する。
水溶液はアルカリ性を示し、また弱い酸化剤として働く。その酸化作用はクロム酸塩よりもはるかに弱い。
化学実験室で使用されることは少ないが、微生物実験で培地の作成する場合に微生物の飼育に必要なタングステン分を補うサプリメントとして使用される。またタングステン酸ナトリウムは血糖値降下作用も有している。